# NGC 3662
NGC 3662 é uma galáxia espiral barrada (SBb/P) localizada na direcção da constelação de Leo. Possui uma declinação de -01° 06' 19" e uma ascensão recta de 11 horas, 23 minutos e 46,4 segundos.
A galáxia NGC 3662 foi descoberta em 22 de Fevereiro de 1784 por William Herschel.